# Donna guerriera nel folclore
La figura della donna guerriera nel folclore e nella mitologia è stata studiata in un'ampia varietà di campi quali la letteratura, la psicologia, la sociologia, l'antropologia, gli studi cinematografici, la comunicazione di massa, gli studi culturali e gli studi delle donne correlati al femminismo. Le figure mitologiche di donne guerriere non sempre hanno un significato di finzione, ma piuttosto alcune delle quali assumono piuttosto una valenza di narrazione entrata a far par parte del patrimonio culturale di un intero popolo.
La prova dell'esistenza effettiva di alcune donne guerriere è comprovata dalla documentazione scritta e come tale fanno parte integrante della storia, ad esempio la regina degli antichi Britanni Budicca la quale guidò la tribù degli Iceni in battaglia contro i Romani. Tuttavia, per poter essere considerata una vera e propria guerriera, la donna in questione doveva appartenere ad un'organizzazione militare come un esercito, oppure ad una non riconosciuta in qualità di rivoluzionaria.

## Piratesse e donne di mare
Anne Bonny e Mary Read hanno navigato assieme al pirata inglese operante nella regione dei Caraibi Calico Jack. Mary era abituata a vestirsi usualmente come un uomo, mentre Anne divenne alla fine l'amante di Calico e da cui ebbe un figlio
Grace O'Malley, leggendaria donna-pirata irlandese vissuta nel corso del XVI secolo
Muirisc, principessa irlandese figlia di Úgaine Mor, il 66º re supremo d'Irlanda

## Africa

### Angola
Ana de Sousa Nzinga Mbande fu una sovrana dei regni Ndongo e Matamba di etnia Ovimbundu. Combatté valorosamente tenendo fuori dal controllo dei portoghesi il territorio dell'attuale Angola per oltre trent'anni nei primi decenni del XVII secolo .

### Storia berbera
Kahina o al-Kahina (in lingua araba classica significherebbe "veggente femminile"; nel moderno arabo del Maghreb l-Kahna, comunemente romanizzato come Kah (i) na , nota anche come Dihya o Kahya) fu una regina dei berberi nonché leader religioso e militare che guidò la resistenza indigena all'espansione araba dell'Islam in Africa nord-occidentale, la regione allora conosciuta come Numidia. Vissuta nel corso del VII secolo e morta nella moderna Algeria.

### Burkina Faso
Yennenga: leggendaria principessa e donna guerriera abile sia con la lancia che nel tiro con l'arco, viene ancor oggi considerata capostipite e matriarca dell'impero della popolazione Mossi, nell'odierno Burkina Faso

### Etiopia
Gudit: semi-leggendaria regina Falascia della metà del X secolo la quale devastò durante una campagna militare l'intera città di Axum distruggendone le chiese e i monumenti, tentando inoltre di sterminare i membri della dinastia regnante axumita. Le sue opere sono registrate nella tradizione orale africana e menzionati per inciso in vari resoconti storici occidentali successivi..

### Ghana
Yaa Asantewaa: regina madre del territorio corrispondente al Distretto di Ejisu-Juaben facente parte dell'impero ashanti, nella Costa d'Oro (colonia britannica) ora parte del moderno Ghana. Nel 1900 ha guidato la ribellione Ashanti conosciuta come "guerra dello sgabello d'oro" (War of the Golden Stool) ma nota anche come "la guerra di Yaa Asantewaa", contro il colonialismo dell'Impero britannico.

### Storia Hausa
Amina di Zaria: principessa e donna guerriera musulmana appartenente al popolo Hausa (popolo) della famiglia reale del regno di Zazzau (ora Zaria), in quello che oggi è centro-nord della Nigeria. È oggetto di molte leggende, ma è opinione diffusa dagli storici quella di essere stata una vera e propria sovrana, anche se le prove contemporanee su di lei sono alquanto limitate; vissuta tra il 1533-1610. I suoi successi militari gli hanno portato grande ricchezza e potere; è stata responsabile della conquista di molte delle città della zona circostante il suo regno.

### Mitologia e storia Yoruba
Oyá è la Dea e Grande Madre del fiume Niger (fiume). Lei è una divinità femminile guerriera - lo spirito del vento, dei fulmini, della fertilità, del fuoco e della magia. Si crede ch'essa possa creare uragani e tornado e serve come custode dell'Oltretomba. Prima della sua deificazione avvenuta post-mortem, la storica Oya era una principessa dell'impero Oyo in qualità di consorte di Shango, il legittimo sovrano regnante.

### Storia sudanese
La leggendaria Candace di Meroe sarebbe stata una regina guerriera descritta nel Romanzo di Alessandro che costrinse lo stesso Alessandro Magno a desistere dall'avanzare oltre all'interno del suo territorio.
Amanirenas fu una regina storica (40 a.C.-10 d.C.) di Kush che combatté contro i Romani dopo la loro conquista dell'Egitto.

## Americhe

### Tra i nativi americani
"Fallen Leaf": spesso chiamata la "donna-capo" è stata una donna guerriera appartenente alla tribù Crow, seppur nativa dei Gros Ventre; considerata come un comandante partecipava ai consigli assisa in mezzo agli anziani e agli altri capotribù.
"Running Eagle": divenne una donna guerriera della confederazione dei Piedi Neri a seguito dell'uccisione del marito da parte dei Crow.
"Colstah": una delle cinque mogli di Capo Kamiakin (1800-1877) della tribù Yakama, guerriera sensitiva e "uomo di medicina". Armata di una mazza da guerra di pietra, Colestah combatté al fianco del marito; quando Kamiakin venne ferito, lo salvò utilizzando le sue abilità curative per rimetterlo in salute.
"Buffalo Calf Road Woman": donna Cheyenne che portò in salvo il fratello ferito durante la battaglia del Rosebud; quel giorno cavalcò nel bel mezzo alla battaglia accanto al marito e ciò venne considerato uno dei più alti atti di valore compiuti in quell'occasione.
"Moving Robe Woman": donna Sioux appartenente alla tribù degli Hunkpapa, combatté nel 1876 contro il generale George Armstrong Custer nella battaglia del Little Bighorn e guidò il contrattacco contro la cavalleria statunitense.

### Aztechi
Itzpapalotl ("farfalla con gli artigli") è una dea guerriera con sembianze scheletriche che governa il mondo paradisiaco di Tamoanchan.

### Rivoluzione americana
Deborah Sampson Gannett è stata una donna che si travestì da uomo per servire nell'esercito continentale durante la guerra d'indipendenza contro gli inglesi; fu la prima donna a combattere in prima linea travestita da maschio.
Molly Pitcher, donna patriota durante la Battaglia di Monmouth svoltasi il 28 giugno 1778.

### Guerra civile americana
Frances Clalin Clayton fu una donna che si travestì da un uomo assumendo il nome di "Jack Williams " al fine di lottare per le forze dell'Unione (guerra di secessione americana); ha prestato servizio nelle unità di artiglieria e cavalleria del Missouri per diversi mesi. Era sposata e madre di tre figli.
Sarah Malinda Pritchard Blalock combatté col 26º fanteria del Confederate States Army a fianco del marito.
Albert D.J. Cashier, nato Jennie Irene Hodgers, è stata un'immigrata irlandese che ha servito come soldato di sesso maschile nell'esercito dell'Unione durante la guerra civile americana. Pur essendo il suo sesso di nascita di genere femminile, ha vissuto per l'intera vita come se fosse un uomo.

### Far West
Calamity Jane è stata una donna di frontiera di professione esploratrice, ma più nota per l'intima amicizia intrattenuta col pistolero e giocatore d'azzardo Wild Bill Hickok, oltre che per la fama acquisita combattendo i nativi americani.

### Sudamerica
Juana Azurduy de Padilla, leader militare durante la guerra d'indipendenza argentina e facente parte integrante della moderna storia della Bolivia. È stata nominata comandante del patriottico Esercito del Nord nel Governo Rivoluzionario delle Province Unite del Río de la Plata, dopo la morte del marito.
Maria Quitéria de Jesus, vestita da uomo si è arruolata nelle forze che combatterono nelle guerre d'indipendenza ispanoamericane a favore del neonato impero del Brasile. Una volta scoperta è stata promossa ed il suo coraggio venne riconosciuto dall'imperatore Pietro I del Brasile.
Anita Garibaldi, giovane sposa di Giuseppe Garibaldi, partecipò attivamente alla serie di combattimenti noti sotto la denominazione complessiva di Guerra dei Farrapos
Maria Rosa fu una ragazzina quindicenne che combatté nella cosiddetta guerra del Contestado. Indossava abiti bianchi, cavalcava un cavallo bianco e sosteneva di essere ispirata dalla divinità, proprio come Giovanna d'Arco.
Maria Bonita era il soprannome di "Maria Deia", uno dei membri della banda di predoni e banditi nota col nome di Cangaço, che hanno terrorizzato il Nordest brasiliano negli anni tra il 1920 e il 1930. Maria Bonita significa "Bellissima Maria" ed ha assunto lo status di 'eroina popolare' in Brasile.

## Asia orientale

### Mongolia
Khutulun, principessa mongola, fu la più celebre figlia di Kaidu e una delle nipoti di Kubilai Khan.Secondo la leggenda era un'abilissima guerriera e lottatrice che aveva giurato di sposare solamente un uomo che avesse potuto sconfiggerla in combattimento. Anche se nessun uomo fu mai in grado di batterla, Khutuln finì per sposare un guerriero di nome Abtakul (forse per mettere a tacere voci su una relazione incestuosa tra lei e suo padre).
La sua storia è stata resa celebre da cronisti stranieri Marco Polo e Ibn Battuta, entrambi i quali avevano sentito parlare della leggenda di Khutulun nei loro viaggi attraverso lo sterminato continente d'Asia; anche Rashid al-Din Hamadani ha scritto su di lei.

### Cina
Hua Mulan: una (forse mitica) donna che andò alla guerra travestita da uomo, e fu in grado di tornare a casa dopo anni trascorsi sul campo di battaglia senza mai essere stata scoperta.
Ng Mui: badessa di un monastero femminile nell'interno della Cina nonché maestro di arti marziali facente parte de La leggenda dei 5 Antenati sopravvissuti alla distruzione del tempio di Shaolin da parte della dinastia Qing. Pare abbia creato un sistema di kung fu particolarmente adatto per le donne.
Yim Wing Chun, spesso citata nelle leggende concernenti le origini di Wing Chun come il primo maestro di tale arte marziale al di fuori della tradizione monastica; fu una delle allieve di Ng Mui.
Fu Hao: una delle tante mogli del re Wu Ding della dinastia Shang e, cosa insolita per quel periodo, è stata anche un militare, sacerdotessa ed alto generale in capo.
Lǚ Mǔ, nota anche come "Madre Lu" iniziò e guidò una rivolta contadina contro la dinastia Xin.
Li Xiu: figlia di un comandante militare responsabile dell'area di Ningzhou (l'odierno Jinning in Yunnan) durante il regno dell'imperatore della Cina Hui Jin. Quando il padre morì improvvisamente durante una rivolta nella zona nel IV secolo, prese il suo posto come comandante militare e sconfisse i ribelli.
Yuenü (letteralmente "la Signora di Yue") fu una famosa spadaccina dello stato di Yue (stato), situato nella provincia moderna di Zhejiang, nel corso del V secolo a.C.
Qin Liangyu: generalessa che ha combattuto molte battaglie con il marito contro i Manciù verso la fine della dinastia Ming.
Sun Shangxiang, che è spesso viene raffigurata come un maschiaccio, era la sorella minore dei signori della guerra Sun Cen e Sun Quan. Ricevette una rigorosa formazione di arti marziali e le sue ancelle erano solitamente armate, fatto questo del tutto inusuale per il suo tempo.
Zhu Rong: non si sa con precisione se ella sia effettivamente esistita, ma è stata comunque l'unica donna ritratta ne Il romanzo dei tre regni in cui si narra abbia preso parte nella lotta alla guerra durante il periodo deiTre Regni a fianco del marito Meng Huo.
Mu Guiying: una leggendaria eroina che comandava gli eserciti contro gli invasori barbari. Proveniva dall'antica Cina del Nord durante la dinastia Song ed è una figura di spicco tra i generali della famiglia Yang. Lei è anche la moglie di Yang Zongbao e madre di Yang Wenguang. Coraggiosa, risoluto e fedele, Mu è divenuta ben presto il simbolo culturale di una donna ferma e decisa.
Zhao di Pingyang (598-623) : principessa figlia di Gao Zu - il fondatore della dinastia Tang - la quale formò un esercito ribelle per aiutare suo padre a rovesciare l'imperatore, ed è stato dichiarata come 'nessun'altra donna normale' alla sua morte.
Ching Shih (1775-1844):  è stata una donna-pirata di primissimo piano che terrorizzò il Mar Cinese Meridionale durante la prima metà del XIX secolo. Ha comandato oltre 300 giunche presidiate da 20.000-40.000 uomini, donne e persino bambini. Ha sfidato i maggiori imperi mondiali del tempo, come l'impero britannico, l'impero portoghese e l'impero cinese della dinastia Qing. Rimasta imbattuta, sarebbe diventata una delle piratesse più forti e temute dell'Asia, e uno dei più potenti pirati della storia mondiale. È anche stata uno dei pochi capitani pirati a ritirarsi dalla pirateria. 

### Giappone
Jingū: leggendaria imperatrice giapponese famosa come onna-bugeisha, donna guerriera di classe superiore.
Hangaku Gozen: samurai del XII secolo, una delle poche donne guerriere giapponesi comunemente note nella storia o nella letteratura classica.
Marishi-Ten o Marici: divinità celeste del Buddhismo Mahāyāna adottata dai guerrieri nell'VIII secolo come protettrice e nume tutelare.
Kaihime (XVI secolo): si dice abbia combattuto appena diciottenne durante l'assedio di Odawara del 1590 contro l'esercito di Toyotomi Hideyoshi e guadagnandosene infine il rispetto. Anche se nota per il suo coraggio e la notevole bellezza, gli storici moderni sono incerti se ella abbia effettivamente eseguito le gesta dei racconti che la circondano ed è altamente probabile invero che molti dei suoi talenti derivino dai contemporanei romanzi storici o dal folclore del periodo Edo.

## Sudest asiatico

### Vietnam
Sorelle Trung: due donne leader del I secolo le quali respinsero gli invasori cinesi dal suolo patrio per ben tre anni e vincendo diverse battaglia; sono considerate delle eroine nazionali in Vietnam.
Phung Thị Chinh era una nobildonna vietnamita che ha combattuto a fianco delle sorelle Trung per respingere gli invasori Han dal Vietnam nel 43 d.C.. Lei era al momento della battaglia incinta, ed incaricata di proteggere il fianco centrale. La leggenda dice che abbia dato alla luce in prima linea e che portava il suo neonato in un braccio e una spada nell'altra mentre lottava per aprire le file del nemico. Quando ha saputo che le sorelle Trung avevano commesso suicidio, uccise il suo bambino e poi se stessa.
Lê Chân: generale donna delle sorelle Trung
Triệu Thị Trinh detta Bà Triệu (III secolo): descritta comunemente come la Giovanna d'Arco vietnamita.
Le cinque donne generali della dinastia Tây Sơn (1778-1802): Bui Thi Xuân, moglie del generale Trần Quang Dieu; Bui Thi Nhan, moglie dell'imperatore Quang Trung (Nguyen Hue); Tran Thi Lan, moglie del generale Nguyen Van Tuyet; Huỳnh Thị Cuc e Nguyen Thi Dung, moglie del generale Trương Đặng Djo.

### Thailandia
Sri Suriyothai (XVI secolo) regina consorte del sovrano del Regno di Ayutthaya Maha Chakkraphat, passata alla storia per aver sacrificato la propria vita per salvare il marito sul campo di battaglia durante l'invasione dei birmani nel 1549, contribuendo a respingere il nemico.
Sorelle Thao Thep Kasattri e Thao Sri Sunthon (fine XVIII secolo), nomi onorifici assegnati a Chan e Mook, moglie e cognata del governatore di Phuket ucciso durante l'invasione birmana del 1785-1786. Organizzarono la resistenza che respinse i birmani dall'isola, diventando eroine nazionali e guadagnadosi il titolo onorifico Thao dal re del Siam Rama I.
Thao Suranari (1771–1852), nome onorifico assegnato a Khun Ying Mo, moglie del vice-governatore di Korat. Nel 1826 ebbe inizio l'invasione del Siam da parte delle truppe laotiane del re di Vientiane Anuvong e Khun Ying Mo fu deportata insieme a gran parte della popolazione di Korat. Durante la marcia verso Vientiane organizzò la trappola che permise a lei e ai prigionieri di liberarsi. A guerra conclusa ricevette da re Rama III il titolo Thao Suranari (nobile coraggiosa).

### Filippine
Gabriela Silang (1731-1761): guidò i ribelli filippini della regione del Ilocos contro il colonialismo spagnolo dopo la morte del marito, Diego Silang. Catturata nel settembre 1761 venne giustiziata nella piazza di Vigan (Filippine), dopo aver assistito alle esecuzioni di tutti i suoi uomini.

## Europa

### Britannia romana e storia anglosassone
Budicca era una regina appartenente alla tribù dei celti Iceni della Britannia che ha guidato una grande rivolta contro le forze di occupazione dell'impero romano.
Ethelfleda: sovrana del regno di Mercia e figlia di Alfredo il Grande. Assunse il potere a seguito della morte del marito Earl Aethelred di Mercia avvenuta nel 911. Fu una leader militare esperta ed abile tattica, che difese il proprio paese contro le tribù vicine per otto anni.
Gwenllian: principessa consorte del territorio di Deheubarth in Galles. Accompagnò spesso il marito in incursioni di guerriglia. Nel 1136 formò e guidò personalmente un esercito per partecipare alla battagli avvenuta nei pressi del Castello di Kidwelly. Anche se risultò sconfitto, la sua rivolta patriottica ispirò altri nel sud gallese alla ribellione: il loro grido di battaglia era diventato, "Vendetta per Gwenllian!".
Regina Cordelia (sul quale si basa il personaggio di William Shakespeare nel Re Lear), ha combattuto i suoi nipoti per il controllo del regno.
Regina Gwendolen combatte il marito Locrino in battaglia per il trono della Gran Bretagna; lo sconfigge e diventa così regina.

### Inghilterra
Margherita d'Angiò
Caterina d'Aragona

### Bretagna
Giovanna di Fiandra

### Illiria
Teuta: regina dell'Illiria evocata spesso come temibile sovrana-pirata

### Paesi Bassi
Kenau Simonsdochter Hasselaer (1526-1588) era una commerciante di legno di Haarlem, che divenne un'eroina popolare leggendaria per la sua difesa senza paura della città contro gli invasori spagnoli durante l'assedio di Haarlem nel 1573.

### Albania
Nora di Kelmendi
Tringe Smajli
Shote Galica

### Francia storica
Jeanne Hachette
Giovanna d'Arco

### Mitologia greca
Amazzoni: mitica popolazione composta esclusivamente da donne guerriere
Artemide, corrispondente alla romana Diana
Atalanta (mitologia): una delle oche eroine mortali presenti nel mito greco
Atena, corrispondente all'etrusco-latina Minerva
Enio: una Dea minore della guerra e della distruzione, si diletta in mezzo al sangue e alle città rase al suolo
Ippolita
Pentesilea